# Sampierdarena

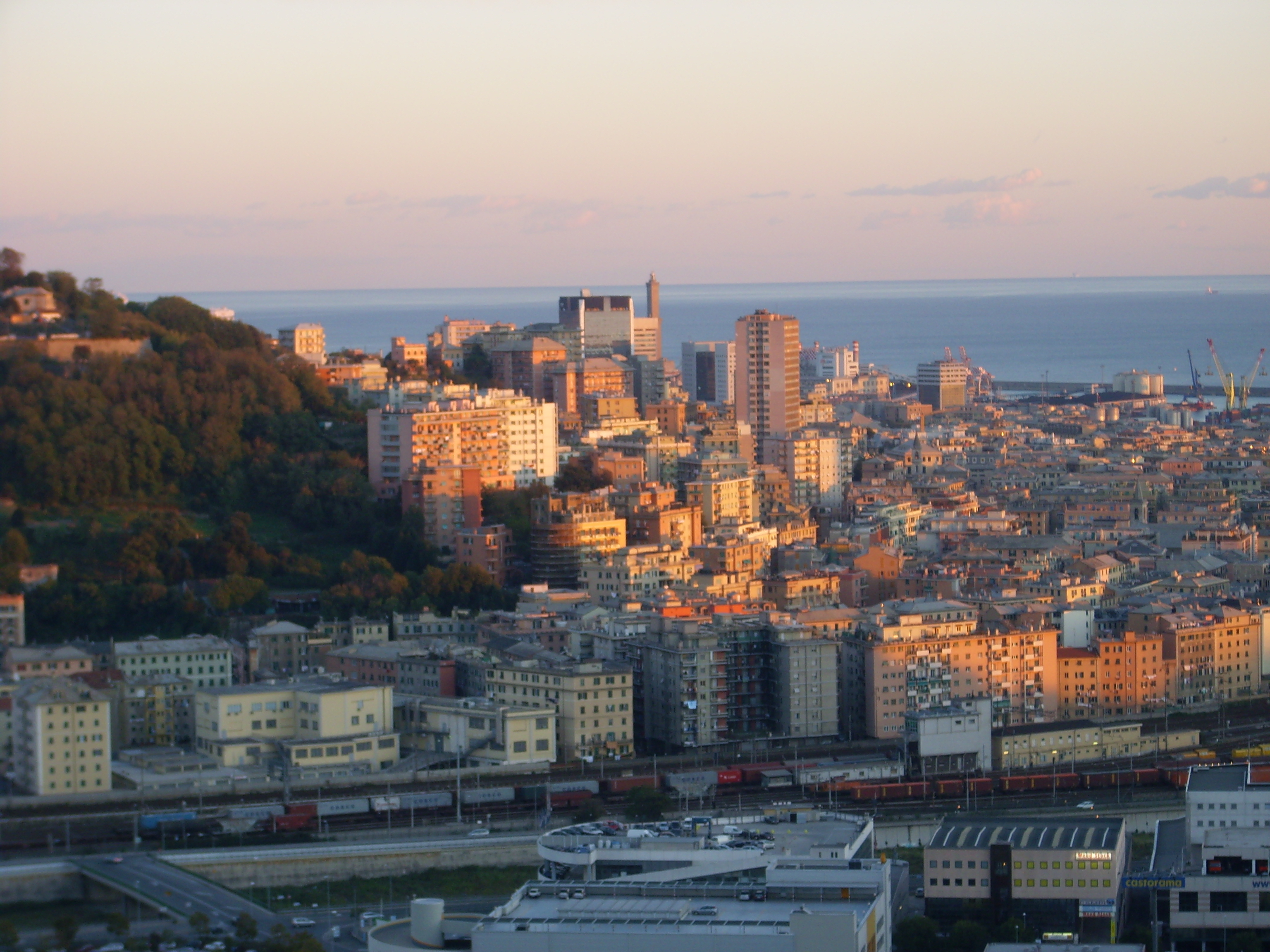
Sampierdarena

Sampierdarena (antiguamente San Pier d'Arena o San Pietro della Marina, en la lengua de Liguria San Pê d'ænn-a) es uno de los barrios más populares de Génova (Italia). Es el primer barrio que se encuentra saliendo del centro de la ciudad en dirección poniente.
Ciudad a las afueras de Génova, desde 1926 se convierte delegación de Génova, en el 1978 circunscripción de Génova y actualmente forma parte del Municipio II Centro Ovest, juntos al barrio de San Teodoro.
A nivel de Unidad Urbanística está incluida en Sampierdarena las unidades de Sampierdarena, Campasso, San Gaetano, Belvedere e San Bartolomeo del Fossato: todas juntas tienen una población de 45.017 habitantes (al 31 de diciembre de 2006).
Hemingway alude a Sampierdarena en el párrafo "Dopo la pioggia" de la historia "Che ti dice la patria?" publicado en la colección "I quarantanove racconti".
- Datos: Q1930172
- Multimedia: Sampierdarena / Q1930172